# Wladimir Iwanowitsch Istomin

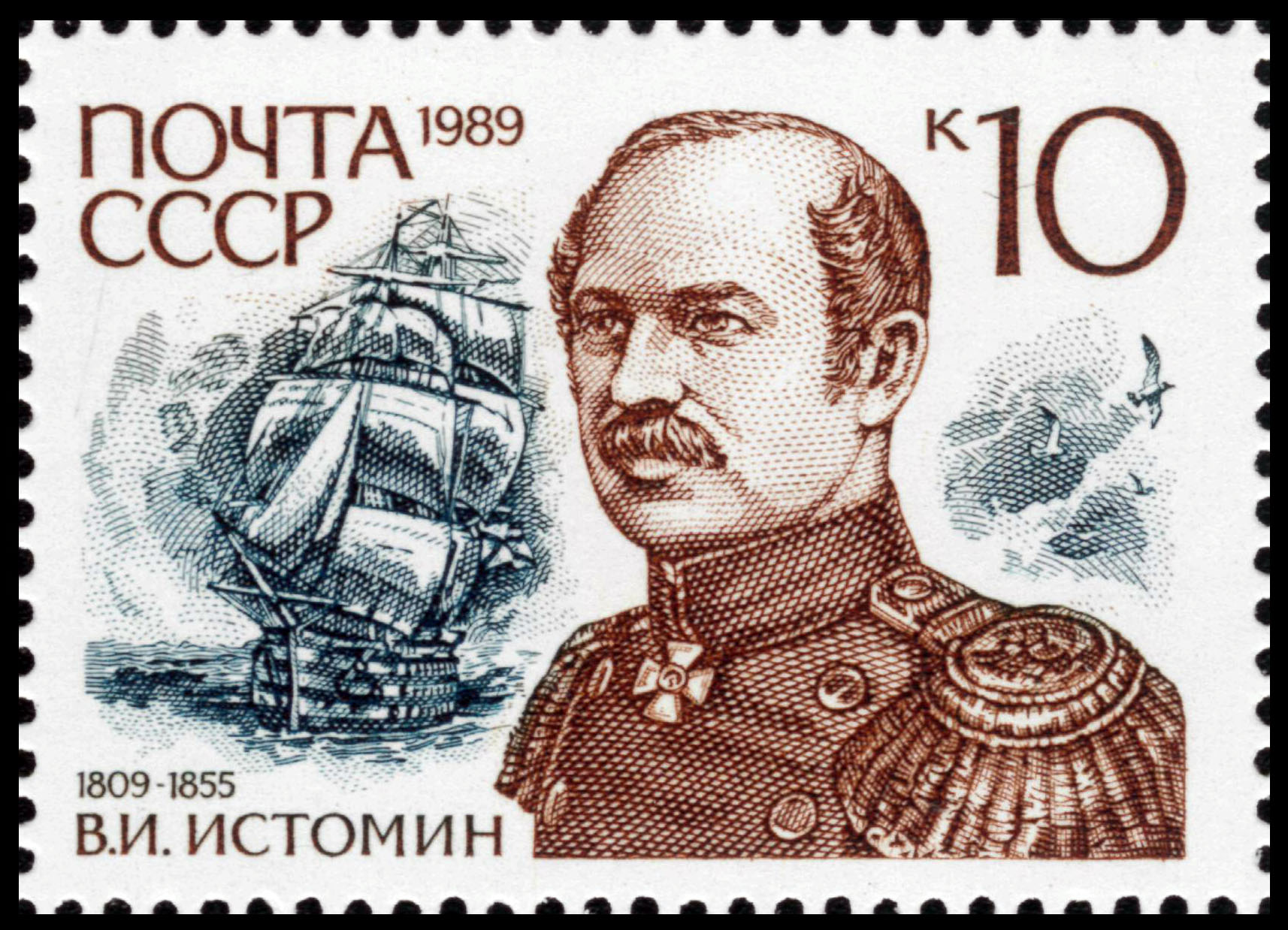
Istomin auf einer sowjetischen Briefmarke (1989)

Wladimir Iwanowitsch Istomin (russisch Владимир Иванович Истомин, wiss. Transliteration Vladimir Ivanovič Istomin; * 7. März 1809; † 7. Märzjul. / 19. März 1855greg. gefallen vor Sewastopol) war ein russischer Marineoffizier.
Nach Abschluss der Kadettenschule trat Istomin 1827 in die russische Flotte ein und nahm im gleichen Jahr an der Schlacht von Navarino teil. Im Russisch-türkischen Krieg von 1828/29 war er an der Blockade der Dardanellen beteiligt. Als Kommandant des Linienschiffs Parish hatte Istomin maßgeblichen Anteil an der Vernichtung der türkischen Flotte vor Sinope. Im Krimkrieg fiel der inzwischen zum Konteradmiral beförderte Istomin bei der Verteidigung von Sewastopol.